# Дубровський Олександр Митрофанович
Дубро́вський Олекса́ндр Митрофа́нович (нар.1924—†?) — радянський російський сценарист і режисер ігрового та документального кіно.

## Біографічні відомості
Народився 1899 року. Закінчив Московський університет (1922). Був науковим співробітником Центрального інституту праці. 
З 1924 року працював у кіно: спочатку як сценарист, потім — як режисер («Життя як воно є» (1925), «Дружина» (1927), «Свої та чужі» (1928), «Твердий характер» (1930), «Таємниця Кара-Тау» (1942) та ін.
Співавтор сценарію українського фільму «Вітер зі сходу» (1940).